# 中国人民武装警察部队贵阳指挥学校
 中国人民武装警察部队贵阳指挥学校，简称武警贵阳指挥学校，与中国人民武装警察部队指挥学院贵阳分院（武警 指挥学院贵阳分院）合署办公，是曾经存在的一所武警部队初级指挥干部军事高等院校，隶属武警贵州总队，列入武警战斗序列，军事级别不详。

## 历史与沿革
- 1987年12月5日，国务院批准武警贵州总队教导大队正式改建中国人民武装警察部队贵阳指挥学校（武警贵阳指挥学校）。
- 2004年，建立中国人民武装警察部队指挥学院贵阳分院，合署办公，开展本科教育。
- 2006年12月，撤销武警贵阳指挥学校、武警指挥学院贵阳分院，部分合并入武警成都指挥学院。

## 专业
- 武警指挥专业